# Min (bóg egipski)

Min (egip. Mnw) – w mitologii egipskiej jedno z głównych bóstw, bóg płodności i rolnictwa, opiekujący się także górnikami i podróżnikami, powiązany z kultem fallicznym. Występował w postaci antropomorficznej i ityfallicznej; Grecy utożsamiali go z Panem.
W sztuce starożytnego Egiptu przedstawiany jako mężczyzna z wyeksponowanym penisem, trzymający w jednej ręce bicz i noszący na głowie czapkę z dwoma piórami. Często był malowany na czarno (kolor gleby) i zielono (kolor roślinności). Z Minem wiązano też miejscową odmianę sałaty o wąskich, długich liściach, które po ułamaniu wydzielały biały sok - kojarzono to z członkiem i spermą. Dlatego sałatę tę przeznaczano na ofiarę bogu, a ją samą lub donicę, w której ją uprawiano często przedstawiono na wyobrażeniach Mina.
Od czasów Średniego Państwa był uważany za formę boga Amona jako Min-Amon i Amona zaczęto przedstawiać w sztuce w klasycznej postaci Mina, łącznie z erekcją. W Abydos w tej samej epoce zaczęto czcić bóstwo będące połączeniem Mina i Horusa.
Kult Mina istniał już w początkowych fazach Starego Państwa, najstarsze znane wyobrażenie boga pochodzi z czasów panowania Chasechemui (ok. 2690 r. p.n.e.). Jeszcze sprzed Starego Państwa pochodzą trzy, częściowo zachowane tzw. kolosy z Koptos - ok. 4 m wysokości wapienne figury męskie, pierwotnie z wielkimi penisami w stanie wzwodu. Na figurach zachowały się symbole Mina. Datowane są na czasy dynastii zerowej. Głównymi centrami jego kultu było Koptos i Achmim oraz Luksor, gdzie był czczony jako Min-Amon. Jego wyobrażenia znajdują się również na ścianach świątyni w Karnaku.
Poświęcone mu było związane z początkiem sezonu żniwnego, wielkie i powszechnie obchodzone Święto Schodów, podczas którego bóg przyjmował pierwociny żniw - kłosy, osobiście ścięte przez króla. Przebiegało ono w znacznie mniej oficjalnej formie niż inne święta egipskie i oprócz obrzędów religijnych miało częściowo charakter zabawy ludowej.